# Виерве, Джон
Джон Виерве (фин. John Vihervä) — финский музыкант, бас-гитарист, один из основателей группы Stratovarius.
В 1984 году Джон вместе с Туомо Лассила и Стаффаном Стрелманом основывает хеви-метал-группу, получившую имя Black Water. По другим данным, группа изначально была названа Stratovarius. В конце 1984 года в связи с приходом нового основного композитора (Толкки) Джон, тяготеющий к груву, покинул группу, его место занял Яри Кайнулайнен. Впоследствии Джон входил в состав групп Five Fifteen и Monsterbore и многих других. В настоящее время Джон играет в составе финской блюз-рок-группы Ben Granfelt Band.